# قصعين خالاباني
قصعين خالاباني (الاسم العلمي: Salvia xalapensis) هو نوع نباتي يتبع جنس القصعين من فصيلة الشفوية.